# Prototipi automobilistici Italdesign Asso
Durante gli anni settanta, la Italdesign presentò una serie di vetture sportive con un design molto simile tra loro per diverse case automobilistiche. I modelli in questione erano:
- Asso di picche
- Asso di quadri
- Asso di fiori

Tutti e tre i modelli riscossero un buon successo tra il pubblico ma solamente la Asso di fiori ebbe un seguito produttivo come Isuzu Piazza.

## Asso di picche
Nel 1973, la Italdesign, su richiesta della Karmann, nota per diverse collaborazioni con i marchi del gruppo Volkswagen, presentò al Salone dell'automobile di Francoforte il primo modello di una serie di vetture sportive con il nome Asso di picche.
Il modello venne costruito sulla base della già nota Audi 80; era quindi dotato di motore longitudinale, trazione anteriore con avantreno di tipo MacPherson e retrotreno ad assale rigido. Per i veicoli prodotti in serie, mai realizzati, si ipotizzò di utilizzare i propulsori già presenti sull'autovettura da cui derivava, cioè il 1.3L da 55 CV e il 1.5L da 75 CV oppure 85 CV appartenenti alla famiglia VW-Audi EA827. 
Giorgetto Giugiaro trasformò la linea a tre volumi della Audi 80 accorciando lo sbalzo posteriore e aumentando quello anteriore, conferendole un look più slanciato, tipico delle coupé. Il design derivava da quello presentato l'anno precedente sulla Maserati Italdesign Boomerang. Le forme della vettura sono composte da geometrie trapezoidali preannunciando le future linee di una vettura che verrà prodotta nel 1979, la Lancia Delta.
Soprattutto, erano innovativi gli interni che includevano una console cilindrica con indicatori digitali. L'abitacolo era interamente rivestito in pelle con le tasche disposte nella parte interna dello sportello, anch'esse rivestite in pelle.
Alla fine Audi decise di fermare lo sviluppo del progetto per dedicarsi a modelli che avrebbero generato volumi di vendita più elevati.

## Asso di quadri
Tre anni dopo, nel 1976, sempre su richiesta della Karmann, Giugiaro presentò al Salone dell'automobile di Torino una coupé immediatamente producibile in serie, la Asso di quadri.
L'Asso di quadri ereditò solo il nome dalla serie precedente mentre la meccanica era derivata dalla BMW E21. Il motore era sempre longitudinale ma la trazione era posteriore; l'avantreno era sempre di tipo MacPherson, mentre il retrotreno era a bracci triangolari. Il propulsore proposto su questo modello era il 4 cilindri M10 da 2.0L e 109 CV della E21 320i. 
Anche la E21 era una tre volumi e ricevette lo stesso trattamento della Asso di picche venendo trasformata in una coupé. Presentò però, delle linee più morbide e aerodinamiche rispetto alla versione del 1973.
Il destino della Asso di quadri fu lo stesso della Asso di picche e di conseguenza anch'essa non venne trasformata in un modello in produzione. Nonostante ciò, Giugiaro due anni dopo, nel 1978, ripropose lo stile della Asso di quadri come base per la futura BMW M1.

## Asso di fiori
Nel 1978, la casa giapponese Isuzu incaricò Giorgetto Giugiaro di progettare una nuova vettura sportiva per sostituire la 117 Coupé; nel 1979 durante il salone dell'automobile di Ginevra, allo stand della Italdesign venne quindi presentato l'ultimo prodotto della serie, l'Asso di fiori.

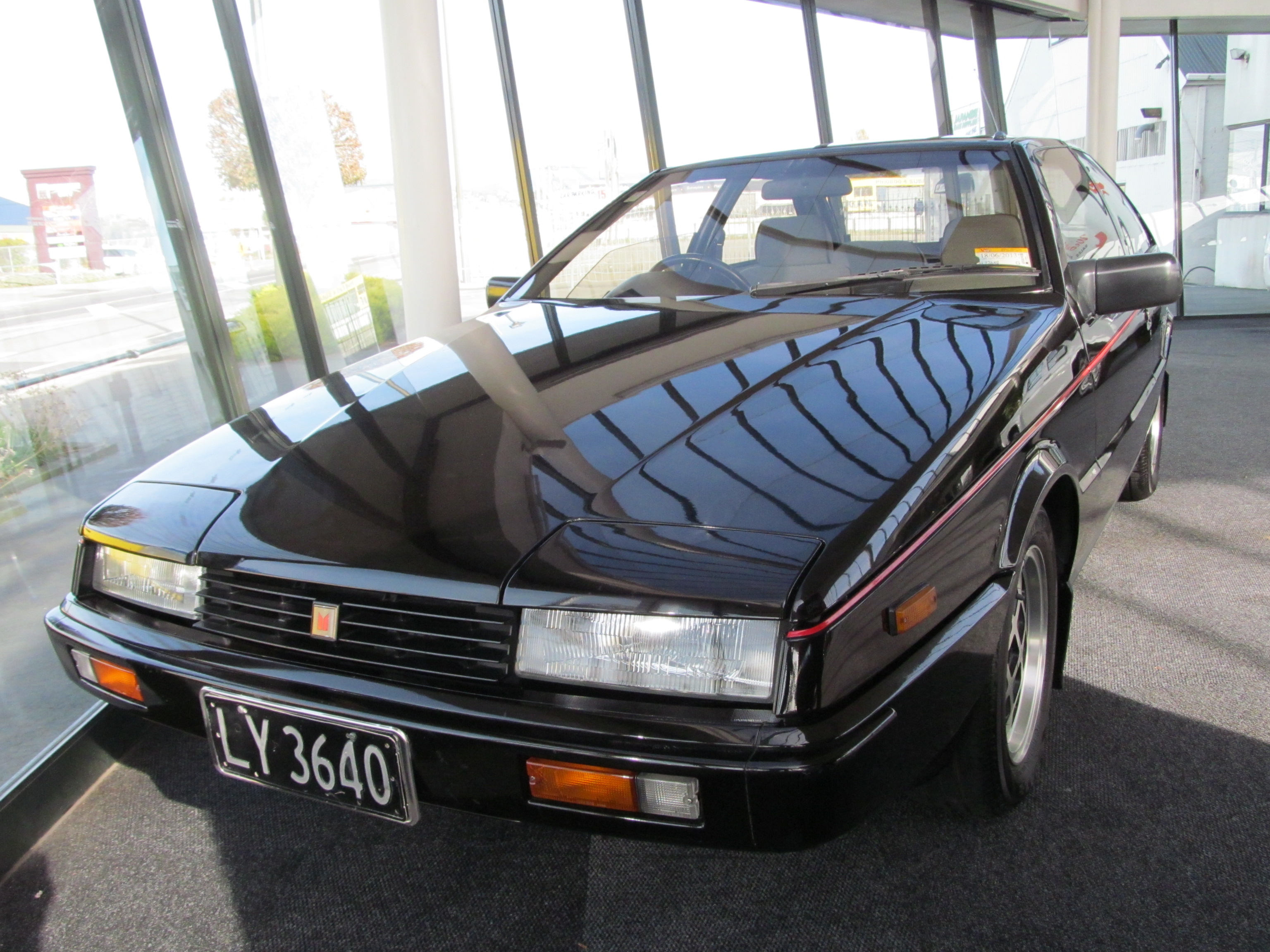
1985 Isuzu Piazza XL

Questa versione era costruita su base Gemini, che a sua volta deriva dalla Opel Kadett C del gruppo General Motors. La meccanica rimase fedele al classico schema meccanico del motore anteriore longitudinale a trazione posteriore con avantreno a quadrilateri articolati, mentre il retrotreno confermò la soluzione ad assale rigido con barra Panhard. Il propulsore era un Isuzu 1.8L da 130 CV.
Le novità dell'Asso di Fiori sono rappresentate principalmente dall'eliminazione dei gocciolatoi esterni, dai cristalli a filo carrozzeria e da porte e portelloni progettati in modo tale che la lamiera avvolgesse e coprisse il montante centrale e il tetto.
Nello stesso anno il prototipo venne presentato allo stand Isuzu del Tokyo Motor Show, ottenendo recensioni entusiastiche e il via libera alla produzione con il nome di Isuzu Piazza.

## Asso di cuori
Giugiaro era intenzionato anche a creare l'Asso di cuori, ma il progetto non si concretizzò mai.